# メーモ駅
メーモ駅（メーモえき、タイ語:สถานีรถไฟแม่เมาะ）は、タイ王国北部ラムパーン県メーモ郡にある、タイ国有鉄道北本線の駅である。

## 概要
メーモ駅はタイ王国北部ラムパーン県の人口約4万人が暮らすメーモ郡にある。駅の正面側は南東向きであり、ほぼ町の中心部に位置するが小さな町である。当駅は首都バンコクから609.16km地点にあり、急行列車利用で11時間程度である。 
二等駅であり1日当たり6列車（3往復）が発着する。その内訳は、急行1往復、快速1往復、普通1往復である。また当駅を含むロッブリー駅より終点チエンマイ駅までは、単線区間である。
かつては当駅よりメーモ炭鉱までの6.3kmの専用線が存在したが1989年の閉山とともに廃線となった。

## 歴史
1916年4月1日にチエンマイを目指し延伸工事を行っていた北本線は、メーチャン駅より当駅を含むナコーンラムパーン駅までの区間が完成し、それに伴い当駅も開業した。
- 1916年4月1日 【開業】メーチャン駅　-　ナコーンラムパーン駅 (41.96km)

## 駅構造
単式及び島式1面の複合型ホーム2面2線をもつ地上駅であり、駅舎はホームに面している。